# Bohuslavice (okres Prostějov)
Obec Bohuslavice (německy Bohuslawitz) se nachází v okrese Prostějov v Olomouckém kraji, zhruba 6 km severovýchodně od Konice a 20 km severozápadně od Prostějova. Žije zde 449 obyvatel.

## Historie
První písemná zmínka o obci pochází z roku 1288. V roce 2005 obec uspořádala obecní slavnosti u příležitosti 120 let SDH Bohuslavice, kdy proběhlo svěcení obecních a hasičských symbolů a sjezdu rodáků.

## Obecní správa
V letech 1961–1990 k obci patřily Hačky a od 1. července 1980 do 23. listopadu 1990 také Raková u Konice a Rakůvka.

## Obyvatelstvo

### Struktura
Vývoj počtu obyvatel za celou obec i za jeho jednotlivé části uvádí tabulka níže, ve které se zobrazuje i příslušnost jednotlivých částí k obci či následné odtržení.
| Místní části   | Místní části     | 1869 | 1880 | 1890 | 1900 | 1910 | 1921 | 1930 | 1950 | 1961 | 1970 | 1980 | 1991 | 2001 | 2011 |
| -------------- | ---------------- | ---- | ---- | ---- | ---- | ---- | ---- | ---- | ---- | ---- | ---- | ---- | ---- | ---- | ---- |
| Počet obyvatel | část Bohuslavice | 283  | 255  | 308  | 333  | 353  | 313  | 317  | 317  | 337  | 292  | 286  | 470  | 519  | 456  |
| Počet domů     | část Bohuslavice | 36   | 40   | 47   | 46   | 50   | 54   | 59   | 84   | 94   | 81   | 79   | 98   | 100  | 104  |

## Památky a turistické zajímavosti
- Farní kostel svatého Bartoloměje
- Každoročně se tu koná slavná Bartolomějská pouť 24. srpna

## Osobnosti
- Heřman Josef Tyl (1914–1993), katolický kněz, premonstrát

## Galerie

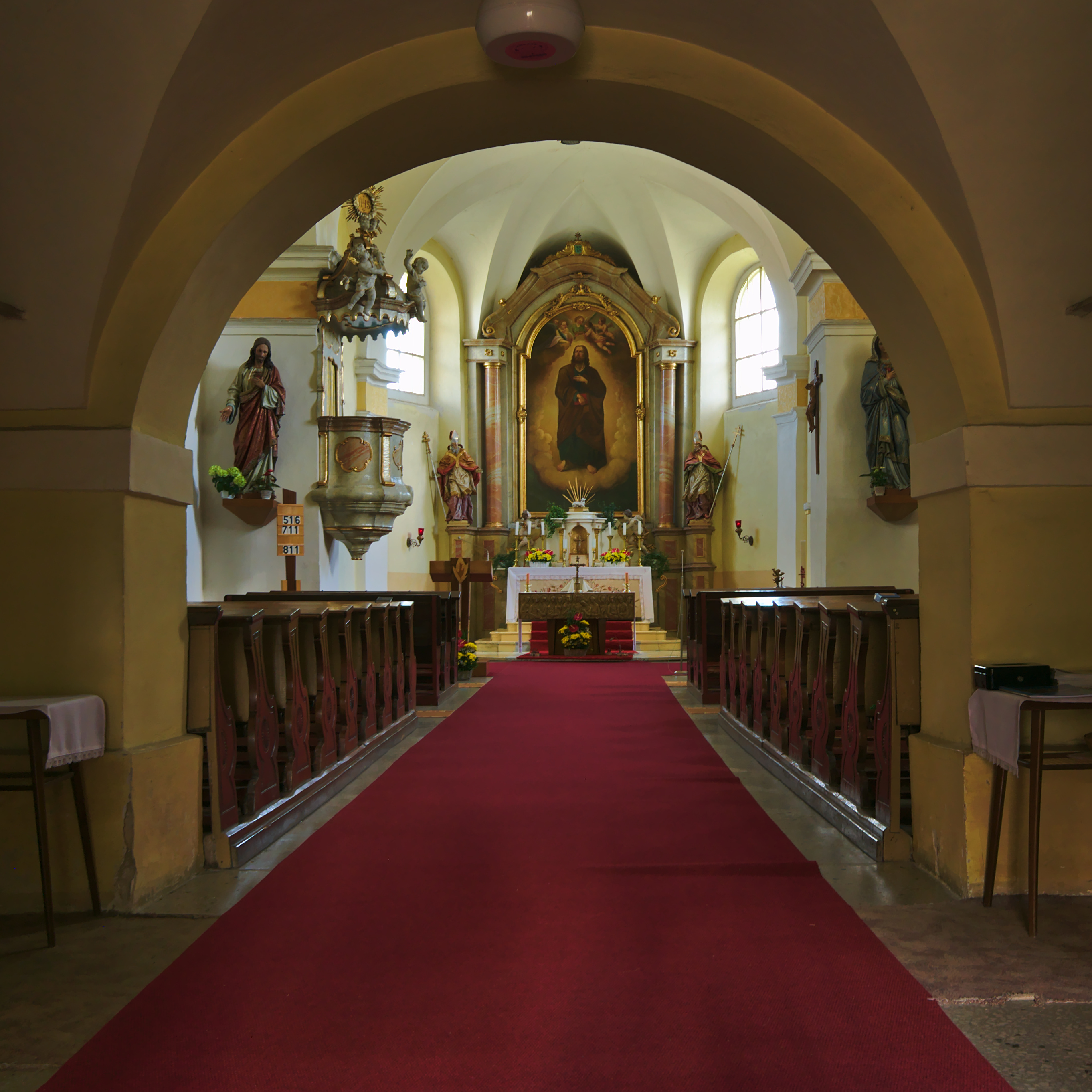
Interiér kostela svatého Bartoloměje
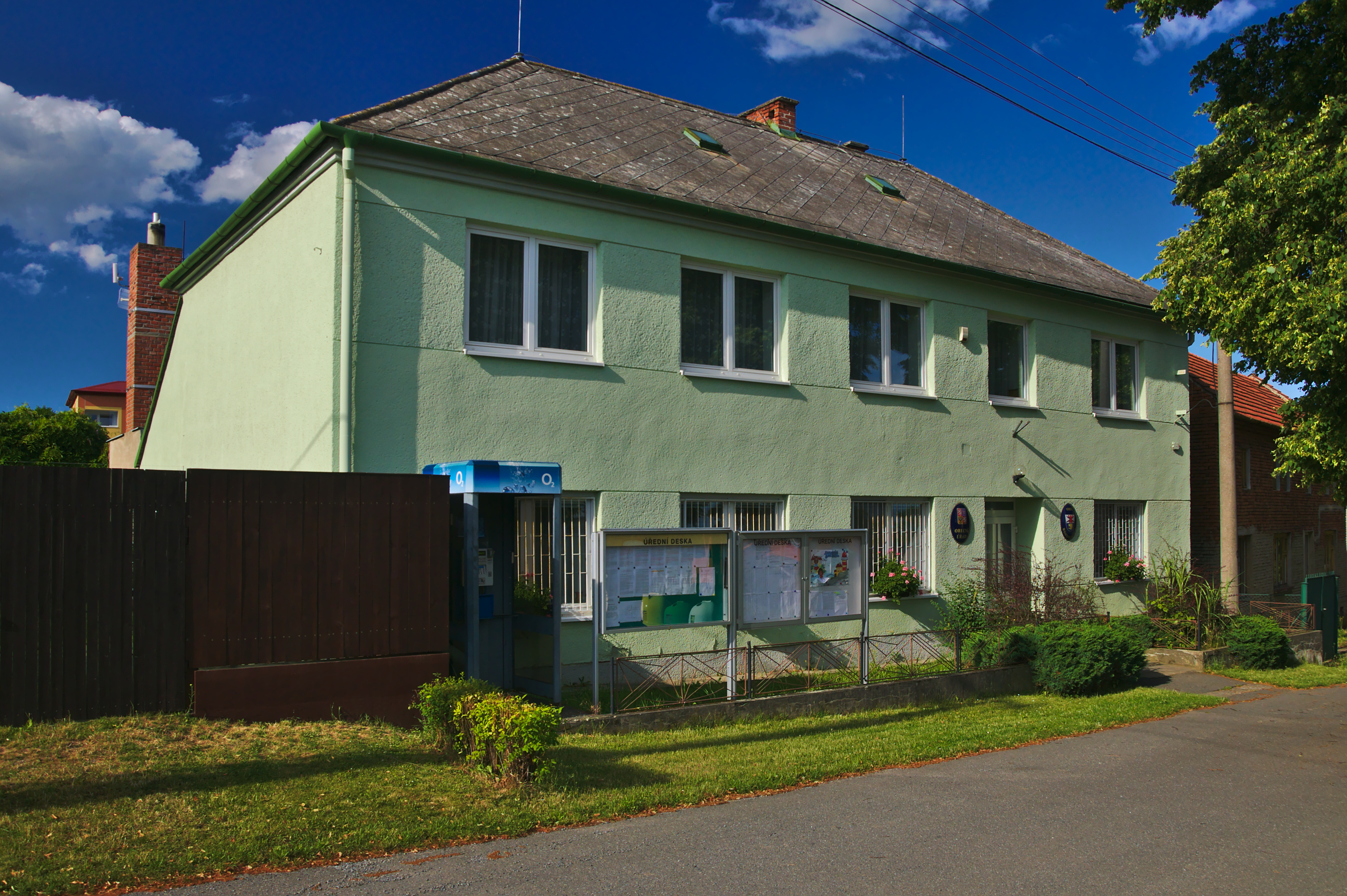
Obecní úřad
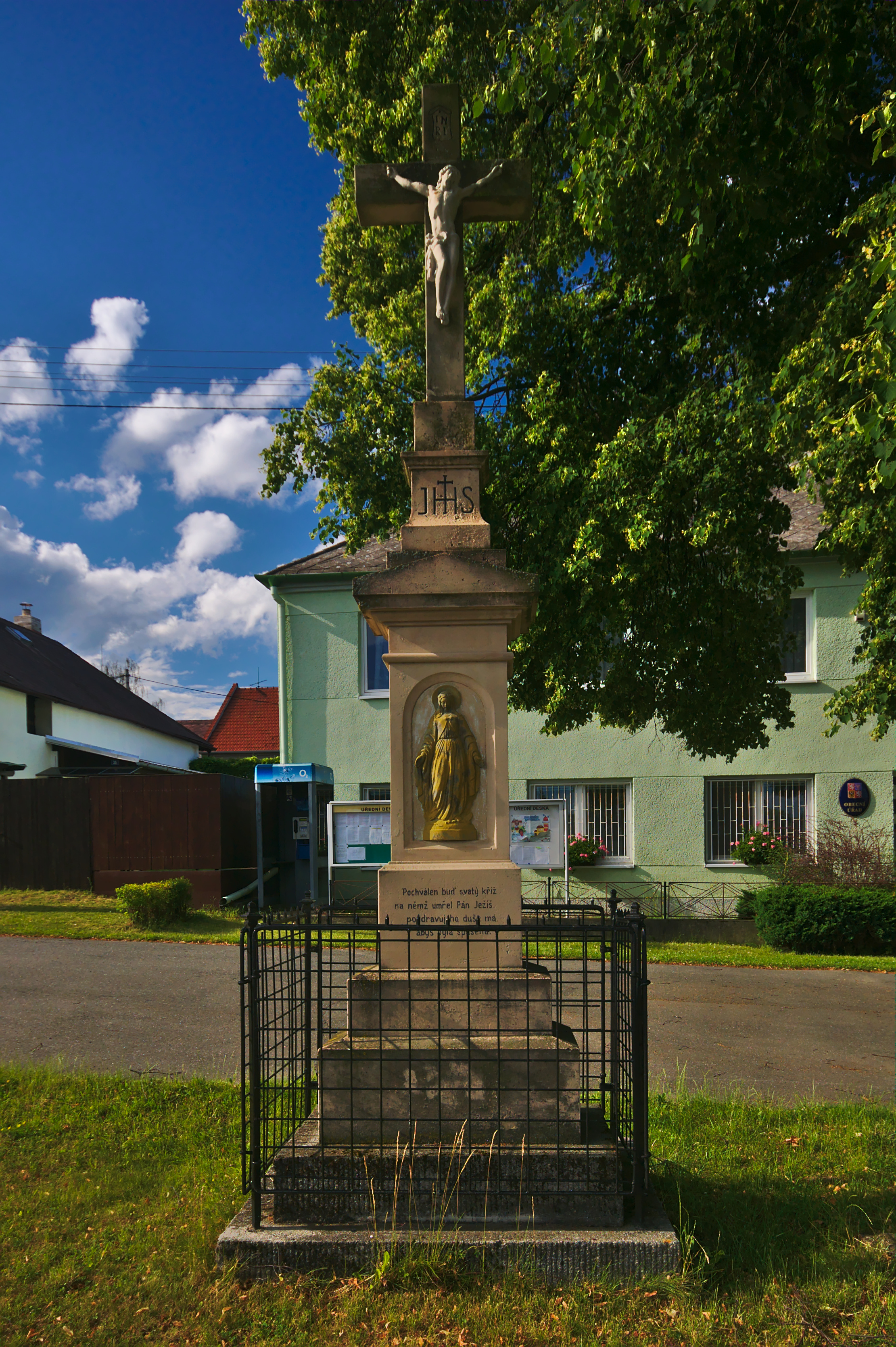
Kříž na návsi
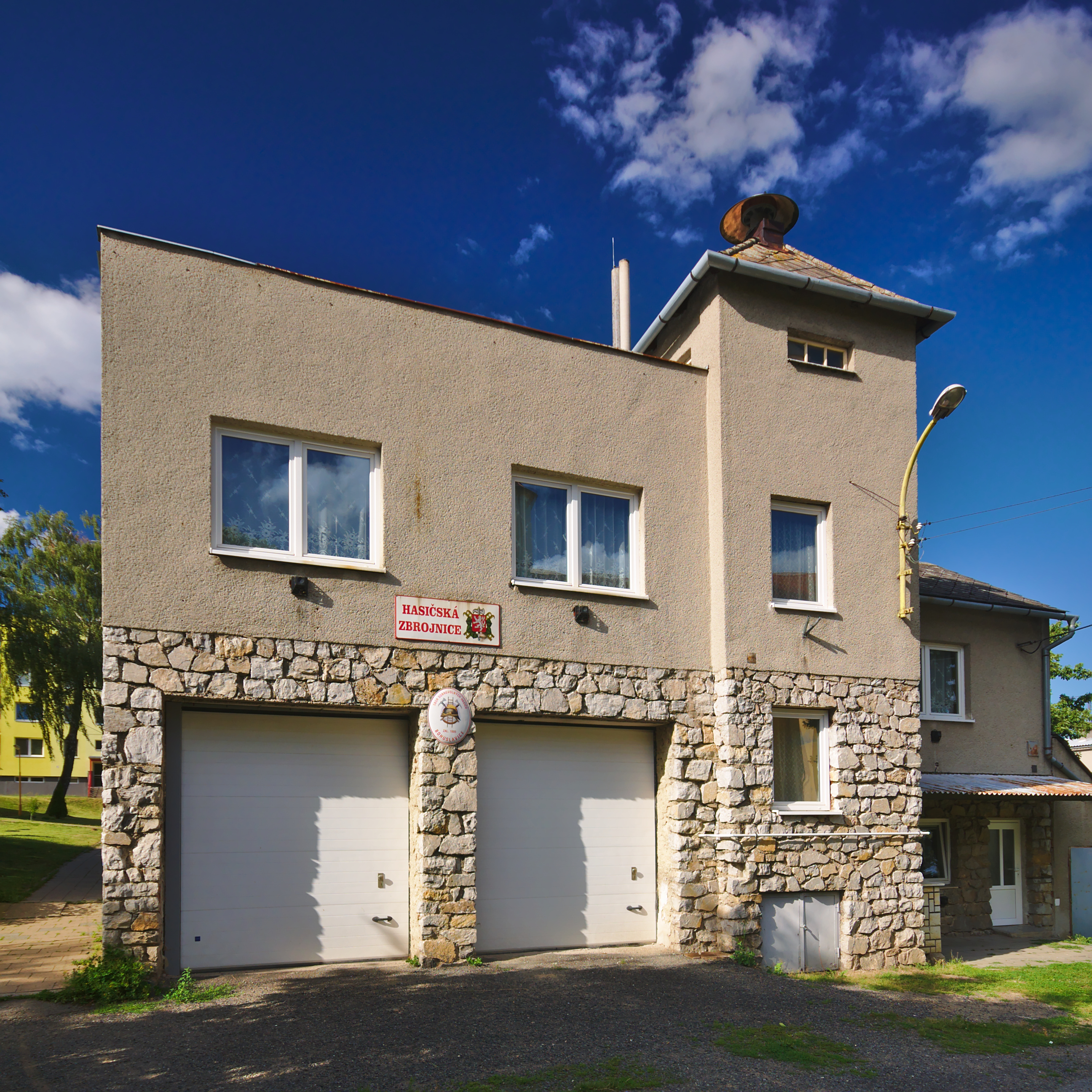
Hasičská zbrojnice
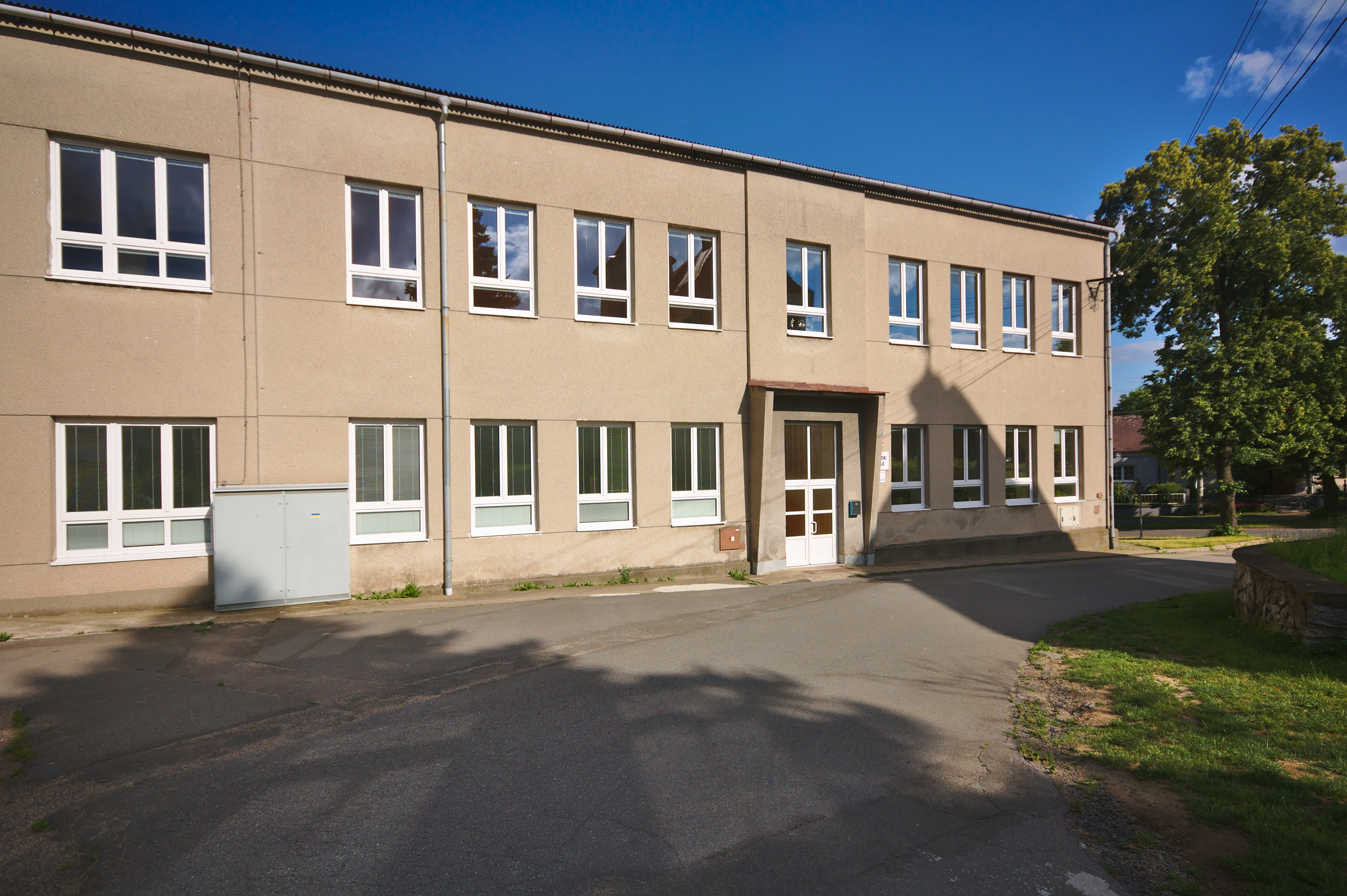
Škola
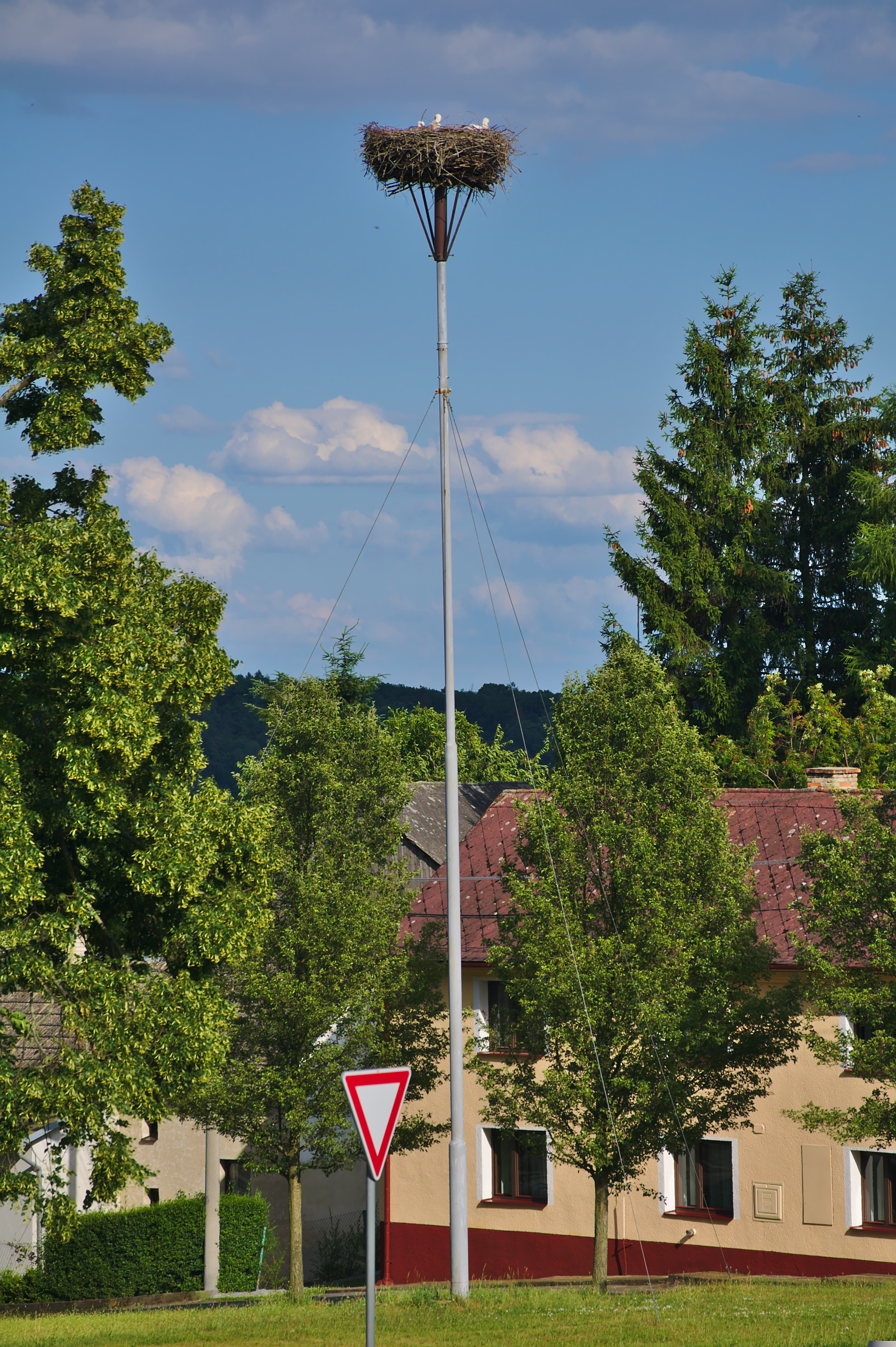
Sloup na návsi s čapím hnízdem
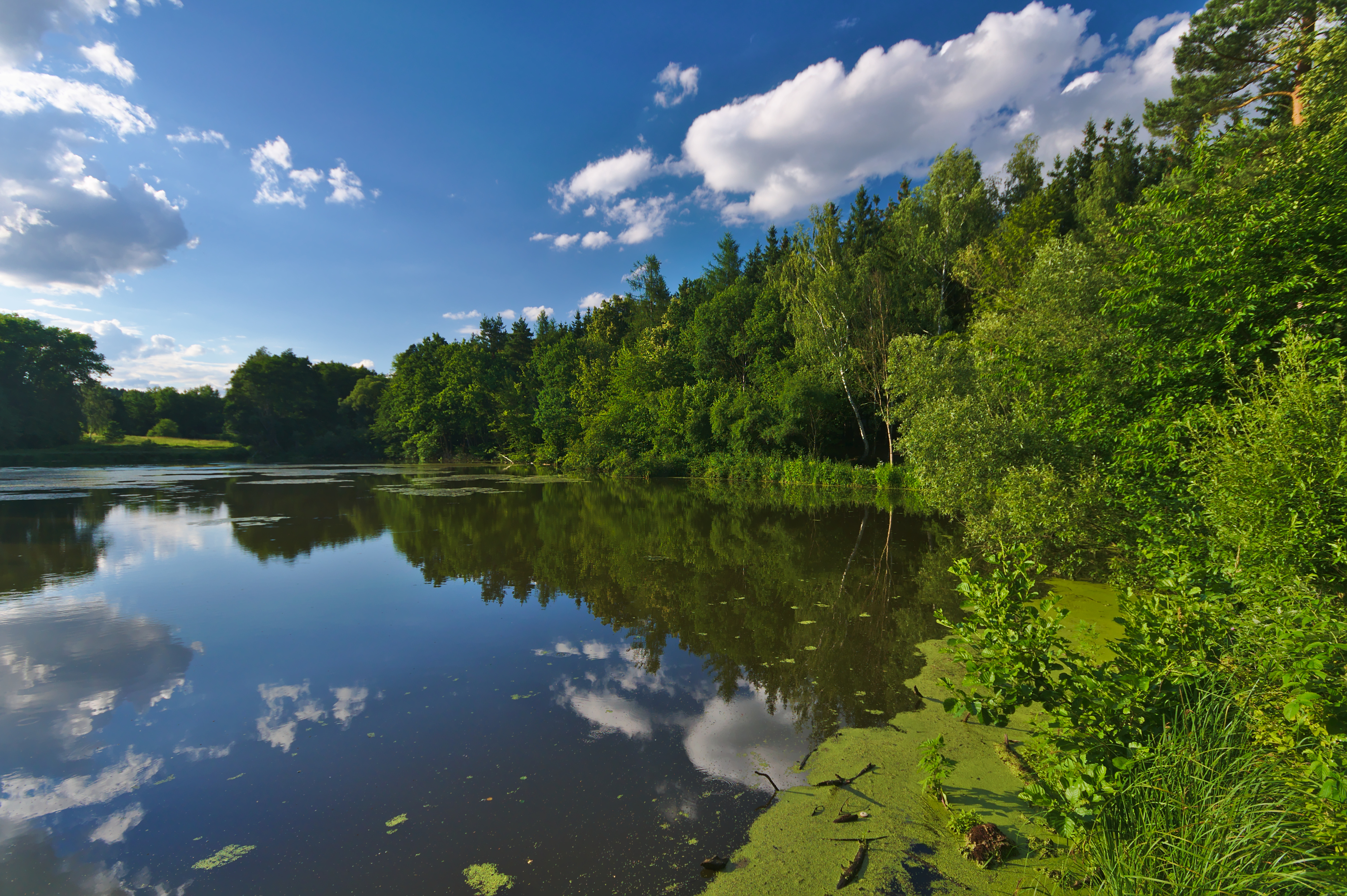
Bohuslavický rybník III